# Total Drama Drama Drama Drama Drama Island
Total Drama Drama Drama Drama Drama Island (en su versión Latinoaméricana Isla del Drama Drama Drama Drama Drama) es el primer especial de Isla del Drama y el primero de toda la serie de Drama Total. Su estreno fue el 1 de enero de 2010. Es de 45 minutos de duración aproximadamente.

## Trama
El ganador, Owen, tiene la opción de quedarse con el dinero que ganó, 100,000 ú otros 1,000,000; pero para ello tendría que competir contra los otros participantes de Isla del Drama que fueron eliminados. Owen elige la segunda opción, pero lo que el no sabía era que al final los concursantes que estuvierán más cerca del maletín, que contenía el dinero, eran los que pasaban a la segunda temporada.

## Trama Alternativo
Gwen, la ganadora del final alternativo, decide quedarse con el dinero que ganó, pero en el contrato estaba escrito que si quería o no tomar la segunda opción, lo debería hacer, y así es como algunos concursantes pasan a la segunda temporada.

## Segunda Temporada
Artículo principal: Luz, drama, acción.
Luz, Drama, Acción es el nombre de la segunda temporada de la serie Drama Total, en el que participan 15 de los 22 concursantes de la temporada anterior.

## Transmisión
Las series de "Total Drama" son originales de Teletoon, un canal de Canadá y de Francia, pero en otros países la serie la transmiten en otros canales, el más popular es Cartoon Network.

## Reparto
| Personaje    | Actor de voz (Original) | Actor de doblaje (Hispanoamérica) |
| ------------ | ----------------------- | --------------------------------- |
| Chris McLean | Christian Potenza       | Johnny Torres                     |
| Chef Hatchet | Clé Bennett             | Carlos Vitale                     |
| DJ           | Clé Bennett             | Jesús Núñez, Ángel Balam          |
| Beth         | Sarah Gadon             | Mariana Gamboa                    |
| Bridgette    | Kristin Fairlie         | Lidia Abautt                      |
| Cody         | Peter Oldring           | Paolo Campos                      |
| Tyler        | Peter Oldring           | Víctor Díaz                       |
| Ezekiel      | Peter Oldring           | Jorge Marín                       |
| Courtney     | Emillie-Claire Barlow   | Yasmil López                      |
| Duncan       | Drew Nelson             | Joel Gonzáles                     |
| Eva          | Julia Chantrey          | Elena Díaz Toledo                 |
| Geoff        | Dan Petronijevic        | Juan Guzmán                       |
| Gwen         | Megan Fahlenbock        | María José Estévez                |
| Harold       | Brian Froud             | Rolman Bastidas                   |
| Heather      | Rachel Wilson           | Melanie Henríquez                 |
| Izzy         | Katie Crown             | Yensi Rivero                      |
| Justin       | Adam Reid               | José Gordillo                     |
| Katie        | Stephanie Anne Mills    | Rebeca Aponte                     |
| Lindsay      | Stephanie Anne Mills    | Karina Parra                      |
| Leshawna     | Novie Edwards           | Lileana Chacón                    |
| Noah         | Carter Hayden           | Eder La Barrera                   |
| Owen         | Scott McCord            | Gonzalo Fumero                    |
| Trent        | Scott McCord            | Héctor Indriago                   |
| Sadie        | Lauren Lipson           | Anabel Peña                       |